# Norbert Kückelmann
Norbert Kückelmann (Monaco di Baviera, 1º maggio 1930 – 31 agosto 2017) è stato un regista e sceneggiatore tedesco.
Ha vinto il Lola al miglior film nel 1973 con Gli esperti e nel 1980 con Die letzten Jahre der Kindheit.

## Filmografia
- Gli esperti (Die Sachverständigen) (1973)
- Die Angst ist ein zweiter Schatten (1974)
- Die letzten Jahre der Kindheit (1979)
- Morgen in Alabama (1984)
- Schweinegeld (1989)
- Abgetrieben (1992)
- Alle haben geschwiegen (1996)
- Porträt eines Richters (1997)
- Verlorene Kinder (2000)
- Ich hab es nicht gewollt - Anatomie eines Mordfalls (2002)